# Caroline de Vivaise
Caroline de Vivaise ist eine französische Kostümbildnerin.

## Leben
Caroline de Vivaise studierte Literatur und Philosophie, ehe sie sich dem Kostümdesign zuwandte. Seit Ende der 1970er Jahre arbeitet sie als Kostümbildnerin beim französischen Film. Für das Filmdrama Der verführte Mann – L’Homme blessé aus dem Jahr 1983 war sie erstmals unter der Regie von Patrice Chéreau tätig, worauf über die Jahre zahlreiche weitere gemeinsame Projekte folgten. Von 1986 bis 1988 kleidete de Vivaise mehrfach Catherine Deneuve in ihren Filmen ein, wie etwa in André Téchinés Schauplatz des Verbrechens (1986). Für Filmemacher Claude Berri entwarf sie die Kostüme von Uranus (1990), einem im Frankreich der Nachkriegszeit angesiedelten Film mit Gérard Depardieu und Philippe Noiret.
Für das Mitte des 19. Jahrhunderts spielende und ebenfalls von Berri inszenierte Filmdrama Germinal erhielt de Vivaise zusammen mit Moidele Bickel und Sylvie Gautrelet ihren ersten von drei Césars in der Kategorie Beste Kostüme. Patrice Chéreau betraute sie 1998 mit dem Kostümdesign seines preisgekrönten Films Wer mich liebt, nimmt den Zug. Daraufhin kam de Vivaise auch bei Raúl Ruiz’ starbesetzter Proust-Verfilmung Die wiedergefundene Zeit zum Einsatz, wofür sie zusammen mit Gabriella Pescucci für den César nominiert wurde.
Mit dem wegen seiner freizügigen Sexszenen kontrovers diskutierten Film Intimacy (2001) und der Literaturverfilmung Gabrielle – Liebe meines Lebens (2005) mit Isabelle Huppert in der Hauptrolle kamen weitere Zusammenarbeiten mit Chéreau zustande. Auch an Theater und Oper war de Vivaise an Produktionen Chéreaus als Kostümbildnerin beteiligt, so auch 1987 bei einer Inszenierung von Tschechows Platonow, 2005 bei Mozarts Così fan tutte, 2007 bei Aus einem Totenhaus und 2013 bei Richard Strauss’ Elektra.
Bei den beiden letzten Regiearbeiten von Bertrand Tavernier, der Historienfilm Die Prinzessin von Montpensier (2010) und die Politkomödie Quai d’Orsay (2013), war de Vivaise ebenfalls für die Kostüme zuständig.

## Filmografie (Auswahl)
- 1979: Vier auf vollen Touren (Les Charlots en délire)
- 1981: Geheimaktion Marseille (L’Ombre rouge)
- 1983: Der verführte Mann – L’Homme blessé (L’Homme blessé)
- 1985: Zweifelhafte Karriere (Le 4ème pouvoir)
- 1986: Schauplatz des Verbrechens (Le Lieu du crime)
- 1987: Hôtel de France
- 1987: Agent Trouble – Mord aus Versehen (Agent trouble)
- 1988: Frequenz Mord (Fréquence meurtre)
- 1988: Nächtliche Sehnsucht – Hemmungslos (Drôle d’endroit pour une rencontre)
- 1990: Ein Sommer an der See (La Baule-les-Pins)
- 1990: Uranus
- 1992: Das Zebra (Le Zèbre)
- 1993: Germinal
- 1995: Haben (oder nicht haben) (En avoir (ou pas))
- 1995: Das Leben der Marianne (La Vie de Marianne) (TV-Film)
- 1996: Das Leben: Eine Lüge (Un héros très discret)
- 1997: Der siebte Himmel (Le Septième ciel)
- 1998: Wer mich liebt, nimmt den Zug (Ceux qui m’aiment prendront le train)
- 1999: Die wiedergefundene Zeit (Le Temps retrouvé)
- 1999: Paddy
- 2000: Die Treue der Frauen (La Fidélité)
- 2000: Shadow of the Vampire
- 2001: Lisa
- 2001: Intimacy
- 2001: The Cat’s Meow
- 2003: Sein Bruder (Son frère)
- 2003: Je reste!
- 2004: Bienvenue en Suisse
- 2005: Gabrielle – Liebe meines Lebens (Gabrielle)
- 2009: Ruhelos (Persécution)
- 2010: Die Prinzessin von Montpensier (La Princesse de Montpensier)
- 2013: Jappeloup – Eine Legende (Jappeloup)
- 2013: Ein Schloss in Italien (Un château en Italie)
- 2013: Quai d’Orsay
- 2015: Drei Schwestern (Les Trois sœurs) (TV-Film)
- 2022: Forever Young (Les Amandiers)

## Auszeichnungen
- 1994: César in der Kategorie Beste Kostüme zusammen mit Moidele Bickel und Sylvie Gautrelet für Germinal
- 2000: Nominierung für den César in der Kategorie Beste Kostüme zusammen mit Gabriella Pescucci für Die wiedergefundene Zeit
- 2001: Nominierung für den Saturn Award in der Kategorie Bestes Kostüm für Shadow of the Vampire
- 2006: César in der Kategorie Beste Kostüme für Gabrielle – Liebe meines Lebens
- 2011: César in der Kategorie Beste Kostüme für Die Prinzessin von Montpensier
- 2017: Officier de l’Ordre des Arts et des Lettres (Offizierskreuz des Ordens der Künste und der Literatur)[1]
- 2023: Nominierung für den César in der Kategorie Beste Kostüme für Forever Young